# مارکو السنر
مارکو السنر (انگلیسی: Marko Elsner; ۱۱ آوریل ۱۹۶۰ – ۱۸ مهٔ ۲۰۲۰) بازیکن فوتبال اهل اسلوونی بود.
از باشگاه‌هایی که در آن بازی کرده‌است می‌توان به باشگاه فوتبال ستاره سرخ بلگراد، باشگاه فوتبال نیس و باشگاه فوتبال آدمیرا واکر مودلینگ اشاره کرد.
وی همچنین در تیم‌های ملی فوتبال زیر ۲۱ سال یوگسلاوی، یوگسلاوی، و اسلوونی بازی کرده‌است.
وی در مسابقات کشوری و بین‌المللی در مجموع برندهٔ ۱ مدال برنز شده‌است.